# Natalja Jurjewna Golz

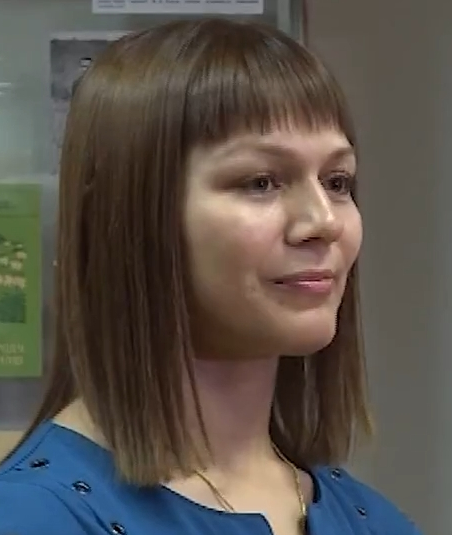
Natalja Golz (Dezember 2017)

Natalja Jurjewna Golz (russisch Наталья Юрьевна Гольц; * 22. August 1985 in Montschegorsk, Rayon Murmansk, Sowjetunion) ist eine russische Ringerin. Sie wurde zwischen 2003 und 2008 fünfmal Europameisterin und gewann sechs Medaillen bei den Weltmeisterschaften.

## Werdegang
Natalja Golz begann als Jugendliche 1996 mit dem Ringen. Die am nördlichen Eismeer geborene Sportlerin lebt nunmehr in Moskau und gehört dem Sportclub Dynamo Moskau an. Trainiert wurde sie bisher hauptsächlich von N. Nanajew und Omar Murtasalijew. Sie ist Studentin. Bei einer Größe von 1,63 Metern startete sie bisher bis auf wenige Ausnahmen immer in der Gewichtsklasse bis 55 kg Körpergewicht.
Im Jahre 1998 war sie als Dreizehnjährige bereits bei der sog. Jugend-Weltmeisterschaft (später in Junioren-WM f. Cadets umbenannt) in Manchester dabei und gewann dort in der Gewichtsklasse bis 38 kg den Titel. In den Jahren 2000 bis 2002 gewann sie dann dreimal in Folge den Junioren-Europameistertitel der Altersgruppe Cadets (bis zum 16. Lebensjahr). Diese Meisterschaften fanden in Bratislava, Izmir und Albena/Bulgarien statt. Natalja Golz siegte dabei in den Gewichtsklassen bis 46 kg, 49 kg und 52 kg Körpergewicht. Weitere Meistertitel bei den Juniorinnen gewann sie dann nicht mehr, obwohl sie noch bis zum Jahre 2005 in dieser Altersgruppe hätte starten dürfen. Das hatte seinen Grund dafür, dass sie der russische Ringerverband ab 2002 schon regelmäßig bei den internationalen Meisterschaften der Damen einsetzte.
Ihr Debüt bei den Damen gab Natalja Golz bei der Weltmeisterschaft 2002 in Chalkida/Griechenland. Sie startete in der Gewichtsklasse bis 51 kg und siegte dort in den Vorrundenkämpfen u. a. über Jessica Bechtel aus Deutschland. Im Halbfinale unterlag sie der Japanerin Chiharu Ichō, gewann aber anschließend mit einem Sieg über Lindsay Belisle aus Kanada noch eine WM-Bronzemedaille.
Im Jahre 2003 gewann sie in Riga den ersten Europameistertitel in der Gewichtsklasse bis 55 kg. In den entscheidenden Kämpfen gewann sie dabei gegen Christina Oertli aus Deutschland und Sofia Poumpouridou aus Griechenland. Diesem Titel folgten dann bis zum Jahre 2008 weitere vier Europameistertitel. Natalja Golz gewann diese alle in der Gewichtsklasse bis 55 kg und zwar in Warna (2005), Moskau (2006), Sofia (2008) und Tampere (2009). Die härtesten Gegnerinnen, die sie dabei besiegte, waren Anna Gomis, Frankreich, Ana Maria Pavăl, Rumänien, Maria Iwanowa, Belarus, Ludmila Cristea, Moldawien, Emese Szabó, Ungarn, Natalja Sinischin und Tetjana Lasarewa, beide Ukraine und Johanna Mattsson, Schweden.
Nicht so erfolgreich schnitt sie bei den Weltmeisterschaften ab. Immerhin gewann sie aber bei der Weltmeisterschaft 2003 in New York, eine Bronzemedaille. Sie verlor dort gegen Saori Yoshida aus Japan und gewann diese Bronzemedaille durch einen Sieg über die Chinesin Sun Dongmei. Bei der Weltmeisterschaft 2005 in Budapest gewann sie erneut eine Bronzemedaille. Hier war es die Chinesin Su Lihui, die ihr den Weg in den Endkampf versperrte. Siege feierte Natalja Golz bei dieser Weltmeisterschaft über Anna Gomis, Gudrun Annette Høie aus Norwegen und Minerva Montero Perez aus Spanien. Bei der Weltmeisterschaft 2006 in Guangzhou scheiterte sie wieder an Saori Yoshida. Nach Siegen in der Trostrunde über Marcia Yuleisi Andrades Mendoza aus Venezuela und Anna Gomis verlor sie dann den Kampf um eine WM-Bronzemedaille gegen Ida-Theres Nerell aus Schweden und musste mit dem 5. Platz zufrieden sein. Gegen die gleiche Ringerin verlor sie auch bei der Weltmeisterschaft 2007 in Baku. Sie erkämpfte sich dort aber mit Siegen über Sofia Poumpouridou und Tetjana Lasarewa wieder eine WM-Bronzemedaille.
Zu einer großen Enttäuschung wurden für Natalja Golz die Olympischen Spiele 2008 in Peking. Sie verlor dort nach einem Sieg über Jelena Komarowa aus Aserbaidschan gegen Saori Yoshida und Ida-Theres Nerell und kam nur auf den 8. Platz. Im Jahre 2008 fanden neben dem Ringerturnier bei den Olympischen Spielen auch noch eine gesonderte Weltmeisterschaft statt. Sie fand in Tokio statt. Natalja Golz startete dabei in der Gewichtsklasse bis 59 kg und holte sich dort den Vize-Weltmeistertitel. Den Endkampf verlor sie gegen Ayako Shōda aus Japan.
2009 war sie nur bei der Weltmeisterschaft in Herning/Dänemark teil. Sie verlor dort, wieder in die Gewichtsklasse bis 55 kg zurückgekehrt, gegen Anna Gomis, die sie vorher bei unzähligen Begegnungen besiegt hatte, schied aus und kam nur auf den 19. Platz. Ihr letzter Start bei einer internationalen Meisterschaft an der sie teilnahm, war der bei der Europameisterschaft 2010 in Baku. Beinahe wäre es ihr dort gelungen, zum sechstenmale Europameisterin zu werden. Sie unterlag dort aber im Endkampf gegen Anastasija Grigorjeva aus Lettland knapp nach Punkten (1:2 Runden, 6:8) Punkte und wurde so „nur“ Vize-Europameisterin.
Nach dieser Meisterschaft widmete sich Natalja Golz in verstärktem Maße ihrer Diplomarbeit und nahm deshalb an keinen internationalen Meisterschaften mehr teil. Im Jahre 2012 unternahm sie aber ein Comeback und belegte bei der russischen Meisterschaft in der allerdings nichtolympischen Gewichtsklasse bis 59 den 2. Platz. Im Finale unterlag sie dabei gegen Jekaterina Melnikowa. Weniger erfolgreich verlief ihr Start beim Golden-Grand-Prix in Klippan, wo sie nur den 8. Platz belegte. 2013 und 2014 ist sie bei den russischen Meisterschaften in der Siegerliste nicht zu finden. Im Juni 2014 wurde sie jedoch vom russischen Ringerverband beim Großen Preis von Deutschland in Dormagen in der Gewichtsklasse bis 58 kg eingesetzt, in der sie hinter Emese Barka aus Ungarn und Ausuluut A Tinibekowa aus Kirgisistan den 3. Platz belegte.

## Internationale Erfolge
| Jahr | Platz | Wettbewerb                                | Gewichtsklasse | Ergebnisse |
| 1998 | 1.    | Jugend-WM (Junioren-Cadets) in Manchester | bis 38 kg      | vor Mary Kelly, USA und Joanna Murawska, Polen |
| 2000 | 1.    | Junioren-EM (Cadets) in Bratislava        | bis 46 kg      | vor Violeta Grabowska, Polen und Anne-Kathrin Rietschel, Deutschland |
| 2001 | 1.    | Junioren-EM (Cadets) in Izmir             | bis 49 kg      | vor Julia Bressem, Deutschland und Julietta Willocq, Frankreich |
| 2002 | 1.    | Junioren-EM (Cadets) in Albena/Bulgarien  | bis 52 kg      | vor Paulina Rojek, Polen und Larissa Djata, Rumänien |
| 2002 | 1.    | Welt-Cup in Kairo                         | bis 51 kg      | vor Cui Jing, China und Inessa Rebar, Ukraine |
| 2002 | 3.    | WM in Chalkida/Griechenland               | bis 51 kg      | nach Siegen über Jessica Bechtel, Deutschland, Wen Juling, China und Wiktorija Brandusch, Ukraine, einer Niederlage gegen Chiharu Ichō, Japan und einem Sieg über Lindsay Belisle, Kanada             |
| 2002 | 2.    | Klippan-Lady-Open                         | bis 55 kg      | hinter Seiko Yamamoto Nagashima, Japan, vor Erica Sharp und Tonya Verbeek, beide Kanada |
| 2003 | 1.    | EM in Riga                                | bis 55 kg      | nach Siegen über Nadine Tokar, Schweiz, Sandrine Seve, Frankreich, Christina Oertli, Deutschland und Sofia Poumpouridou, Griechenland                                                                 |
| 2003 | 3.    | WM in New York                            | bis 55 kg      | nach Siegen über Alka Tomar, Indien, Sabrina Lotz, Deutschland und Marcia Yuleisi Andrades Mendoza, Venezuela, einer Niederlage gegen Saori Yoshida, Japan und einem Sieg über Sun Dongmei, China     |
| 2003 | 3.    | Welt-Cup in Tokio                         | bis 55 kg      | hinter Saori Yoshida und Tonya Verbeek, vor Tina George, USA |
| 2004 | 1.    | Klippan-Lady-Open                         | bis 55 kg      | vor Natalja Karamtschakowa, Russland und Sabrina Lotz |
| 2005 | 1.    | "Iwan-Yarigin"-Memorial in Krasnojarsk    | bis 55 kg      | vor Natalja Iwaschko, Russland, Jessica Bechtel und Ninako Hattori, Japan |
| 2005 | 1.    | Warschau-Cup                              | bis 55 kg      | vor Marjana Baudich, Ukraine und Gudrun Annette Hoie |
| 2005 | 1.    | EM in Warna                               | bis 55 kg      | nach Siegen über Anna Gomis, Frankreich, Maria Iwanowa, Belarus und Kitti Godo, Ungarn |
| 2005 | 2.    | Welt-Cup in Clermont-Ferrand              | bis 55 kg      | hinter Saori Yoshida, vor Anna Gomis und Marcia Yuleisi Andreades Mendoza |
| 2005 | 3.    | WM in Budapest                            | bis 55 kg      | nach Siegen gegen Gudrun Annette Høie, Norwegen und Anna Gomis, einer Niederlage gegen Su Lihai, China und einem Sieg über Minerva Montero Perez, Spanien                                             |
| 2006 | 1.    | Klippan-Lady-Open                         | bis 55 kg      | vor Anna Gomis und Johanna Mattsson, Schweden |
| 2006 | 1.    | EM in Moskau                              | bis 55 kg      | nach Siegen über Ana Maria Pavăl, Rumänien, Maria Iwanowa, Anna Gomis und Ludmila Cristea, Moldawien                                                                                                  |
| 2006 | 5.    | WM in Guangzhou                           | bis 55 kg      | nach einem Sieg über Zeynep Yildirim, Türkei, einer Niederlage gegen Saori Yoshida, Siegen über Marcia Yuleisi Andrades Mendoza und Anna Gomis und einer Niederlage gegen Ida-Theres Nerell, Schweden |
| 2007 | 1.    | "Iwan-Yarigin"-Memorial in Krasnojarsk    | bis 55 kg      | |
| 2007 | 1.    | EM in Sofia                               | bis 55 kg      | nach Siegen über Nadine Tokar, Sofia Poumpouridou, Emese Szabó, Ungarn und Natalja Sinischin, Ukraine                                                                                                 |
| 2007 | 3.    | WM in Baku                                | bis 55 kg      | nach Siegen über Xu Li, China und Rochayatou Sonko, Senegal, einer Niederlage gegen Ida-Theres Nerell und Siegen über Sofia Poumpouridou und Tetjana Lasarewa, Ukraine                                |
| 2008 | 1.    | EM in Tampere                             | bis 55 kg      | nach Siegen über Gudrun Annette Høie, Tetjana Lasarewa, Johanna Mattsson und Ludmila Cristea |
| 2008 | 8.    | OS in Peking                              | bis 55 kg      | nach einem Sieg über Jelena Komarowa, Aserbaidschan und Niederlagen gegen Saori Yoshida und Ida-Theres Nerell                                                                                         |
| 2008 | 2.    | WM in Tokio                               | bis 59 kg      | nach Siegen über Salamat Kuchimowa, Usbekistan, Agata Pietrzyk, Polen, Layla Metin, Türkei und Sabrina Esposoito, Spanien und einer Niederlage gegen Ayako Shōda, Japan                               |
| 2009 | 2.    | "Iwan-Yarigin"-Memorial in Krasnojarsk    | bis 55 kg      | hinter Natalja Smirnowa, Russland, vor Aishan Ismagulowa und Aiym Abildina, beide Kasachstan |
| 2009 | 2.    | Grosser Preis von Deutschland in Dormagen | bis 55 kg      | hinter Tonya Verbeek, vor Malgorzata Kruza, Polen und Maria Gurowa, Russland |
| 2009 | 19.   | WM in Herning/Dänemark                    | bis 55 kg      | nach einer Niederlage gegen Anna Gomis |
| 2010 | 1.    | Golden-Grand-Prix in Krasnojarsk          | bis 55 kg      | vor Irina Kissel und Irina Ologonowa, beide Russland und Aatantuyaa Namsray, Mongolei |
| 2010 | 2.    | EM in Baku                                | bis 55 kg      | nach Siegen über Minerva Montero Perez, Valentina Minguzzi, Italien und Ana Maria Pavăl und einer Niederlage gegen Anastasija Grigorjeva, Lettland                                                    |
| 2012 | 8.    | Golden-Grand-Prix in Klippan              | bis 59 kg      | Siegerin: Yui Sakano, Japan vor Ida-Theres Nerell und Anastasija Grigorjeva |
| 2012 | 2.    | Poland-Open in Ratibor                    | bis 59 kg      | hinter Jackeline Renteria Castillo, Kolumbien und vor Isabella Strzalka, Polen und Olga Butkewitsch, Großbritannien                                                                                   |
| 2012 | 3.    | Großer Preis von Spanien in Madrid        | bis 59 kg      | hinter Jackeline Renteria Castillo und Joice Souza da Silva, Brasilien |
| 2014 | 3.    | Großer Preis von Deutschland in Dormagen  | bis 58 kg      | hinter Emese Barka, Ungarn und Aisuluun A Tinibekowa, Kirgisistan |

## Russische Meisterschaften
(soweit bekannt)
| Jahr | Platz | Gewichtsklasse | Ergebnisse                                                              |
| 2007 | 1.    | bis 55 kg      |                                                                         |
| 2008 | 3.    | bis 55 kg      | hinter Natalja Smirnowa und Anna Maksimowa, gemeinsam mit Christina Sat |
| 2009 | 1.    | bis 55 kg      |                                                                         |
| 2012 | 2.    | bis 59 kg      | hinter Jekaterina Melnikow, vor Anna Polownewa und Tschargalma Zyrenowa |

Erläuterungen
- alle Wettbewerbe im freien Stil
- OS = Olympische Spiele, WM = Weltmeisterschaft, EM = Europameisterschaft